# SS-Ehrenring

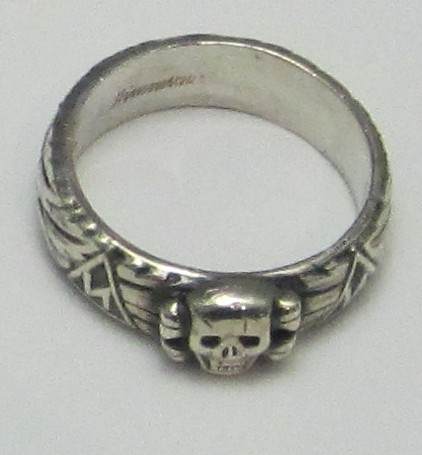
Um anel com uma caveira da SS.

SS-Ehrenring (Anel de Honra-SS), também conhecido como Totenkopfring ou Anel Totenkopf, era uma premiação pessoal de Heinrich Himmler concedida aos combatentes da SS.

## Condecoração

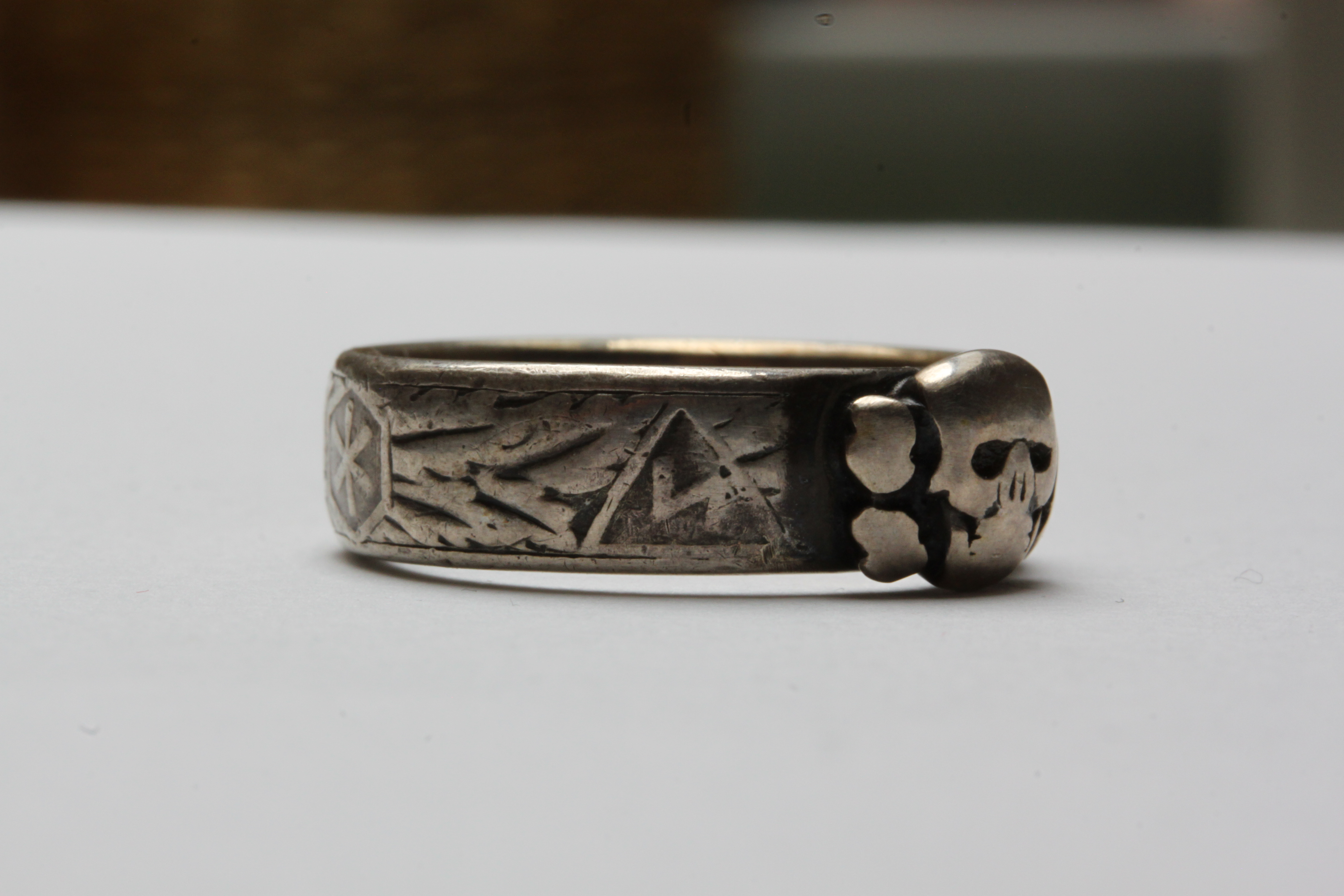
SS-Totenkopfring F. X. Schwarz com data de concessão, 24 de dezembro de 1933.

O anel era inicialmente concedido aos oficiais veteranos da Antiga Guarda (a qual tinha menos de 5.000 membros) que mostravam extraordinário valor, habilidade de liderança em batalha e boa disciplina. Em 1939 oficiais com 3 anos de serviço na SS eram elegíveis à premiação. Os oficiais deveriam ter uma reputação impecável, se o código disciplinar da SS fosse quebrado após o recebimento do anel ou se o oficial fosse rebaixado, suspenso ou expulso da SS o anel e seu certificado deveriam ser devolvidos ao Reichsführer-SS (Himmler). O SS-Ehrenring era uma condecoração exclusiva da SS e geralmente entregue durante as cerimônias de promoção.
Em 17 de outubro de 1944 a produção do anel foi cancelada devido às tensões econômicas no final da guerra. Cerca de 80.000 anéis foram distribuídos.